# Выборы губернатора Краснодарского края (октябрь 1996)
Первые всенародные выборы губернатора Краснодарского края прошли в Краснодарском крае 27 октября 1996 года в период выборов глав регионов. По количеству полученных голосов избирателей победу одержал первый заместитель генерального директора ОАО «Краснодарглавснаб» и бывший председатель Краснодарского краевого Совета Николай Кондратенко, набрав 57,17 % голосов, а действующий глава региона Николай Егоров проиграл с результатом в 24,75 %. Однако в связи с непреодолением 50-процентного явочного барьера выборы были признаны недействительными решением Избирательной комиссии Краснодарского края.
Повторное голосование было проведено 22 декабря 1996 года.

## Проведение
24 августа 1991 года указом президента РСФСР Бориса Ельцина первым главой администрации Краснодарского края был назначен народный депутат РСФСР Василий Николаевич Дьяконов, став первым главой российского субъекта, назначенным Ельциным сразу после августовского путча 1991 года.
30 июня 1992 года в Краснодаре внеочередная сессия Краснодарского краевого Совета народных депутатов приняла постановление о кризисе исполнительной власти в крае и выразила недоверие Дьяконову, на что Ельцин отказался сдавать своего ставленника. Однако в Москву продолжали идти петиции с требованиями отставки руководителя края. Осознавая, что Дьяконов не владеет ситуацией в одном из ключевых регионов страны, 9 декабря того же года президент отправил его в отставку; временно исполняющим обязанности был назначен Виктор Крючков. 23 декабря 1992 года с согласия Краснодарского крайсовета президент РФ назначил главой администрации края Николая Егорова, занимавшего должность первого заместителя главы региональной администрации. Вскоре, 16 мая 1994 года Егорова перевели в Москву, в правительство на пост министра РФ по делам национальностей и региональной политике. На его место руководителя Краснодарского края был назначен глава Курганинского района Евгений Харитонов. 15 июля 1996 года он был освобождён от должности, а на пост главы края вновь назначен Николай Егоров, возглавлявший на тот момент администрацию президента РФ. 
Постановлением Законодательного собрания Краснодарского края выборы главы администрации были назначены на 27 октября 1996 года. По мнению политологов, в период выборов на Кубани столкнулись интересы различных политических и финансово-экономических групп федерального и регионального масштабов, выдвинувших кандидатами на пост губернатора 18 человек — всего было зарегистрировано 12 кандидатов, двое из которых вскоре сняли свои кандидатуры с выборов. Главными игроками губернаторской гонки были действующий губернатор Егоров, поддерживаемый КПРФ бывший председатель Краснодарского краевого Совета Николай Кондратенко и президент АО «Кубаньхлебопродукт» Виктор Крохмаль, в поддержку которого выступил Александр Лебедь.
Программа кандидатов была очень схожа, сводясь к лозунгу «Пора навести в стране порядок» — своевременная выплата зарплат и пенсий, возрождение экономики, борьба с преступностью. Кондратенко активно использовал в предвыборной кампании лозунг «Суверенитет Кубани по образцу Татарстана» и чувство ностальгии по относительно благополучному прошлому. В ходе кампании Егоров регулярно получал нападки со стороны жителей края. Так, в вину действовавшему губернатору ставился жёсткий контроль за деятельностью региональных СМИ, вплоть до якобы имевших место угроз физической расправы над оппонентами, а также попытки играть на антиельцинских настроениях.
Несмотря на уверенную победу Кондратенко, явка избирателей составила 43,29 % при необходимых минимальных 50 %. Из-за этого, согласно краевому закону, результаты выборов были объявлены недействительными и назначено повторное голосование 22 декабря 1996 года.

## Кандидаты
| Кандидат                      | Деятельность/должность (на момент выдвижения)                                                                               | Субъект выдвижения                                  | Статус           |
| ----------------------------- | --- | --------------------------------------------------- | ---------------- |
| Борис Викторович Вавилов      | депутат Законодательного собрания Краснодарского края                                                                       | ЛДПР                                                | зарегистрирован  |
| Сергей Александрович Глотов   | депутат Государственной думы II созыва от Краснодарского одномандатного избирательного округа                               | группа избирателей                                  | зарегистрирован  |
| Василий Николаевич Дьяконов   | депутат Законодательного собрания Краснодарского края                                                                       | избирательное объединение «Союз возрождения Кубани» | зарегистрирован  |
| Николай Дмитриевич Егоров     | действующий глава администрации Краснодарского края                                                                         | группа избирателей                                  | зарегистрирован  |
| Михаил Владимирович Курков    | генеральный директор департамента экономической безопасности и внешнеэкономических связей администрации Краснодарского края | группа избирателей                                  | снял кандидатуру |
| Николай Игнатович Кондратенко | первый заместитель генерального директора ОАО «Краснодарглавснаб»                                                           | группа избирателей                                  | зарегистрирован  |
| Виктор Васильевич Крохмаль    | президент ОАО «Кубаньхлебопродукт»                                                                                          | группа избирателей                                  | зарегистрирован  |
| Александр Фёдорович Куемжиев  | депутат Законодательного собрания Краснодарского края                                                                       | группа избирателей                                  | зарегистрирован  |
| Александр Николаевич Ткачёв   | депутат Государственной думы II созыва от Тихорецкого одномандатного избирательного округа                                  | группа избирателей                                  | снял кандидатуру |
| Александр Игоревич Травников  | депутат Законодательного собрания Краснодарского края                                                                       | группа избирателей                                  | зарегистрирован  |
| Евгений Михайлович Харитонов  | первый проректор Кубанского государственного аграрного университета                                                         | группа избирателей                                  | зарегистрирован  |
| Михаил Николаевич Цыхманов    | предприниматель | группа избирателей                                  | зарегистрирован  |

## Результаты
| Место                       | Место                       | Кандидат                    | Голосов   | %        |
| --------------------------- | --------------------------- | --------------------------- | --------- | -------- |
|                             | 1.                          | Николай Кондратенко         | 938 109   | 57,17 %  |
|                             | 2.                          | Николай Егоров              | 406 086   | 24,75 %  |
|                             | 3.                          | Виктор Крохмаль             | 127 775   | 7,79 %   |
|                             | 4.                          | Борис Вавилов               | 38 175    | 2,33 %   |
|                             | 5.                          | Евгений Харитонов           | 32 778    | 2,00 %   |
|                             | 6.                          | Василий Дьяконов            | 18 099    | 1,10 %   |
|                             | 7.                          | Сергей Глотов               | 7783      | 0,47 %   |
|                             | 8.                          | Александр Куемжиев          | 6071      | 0,37 %   |
|                             | 9.                          | Александр Травников         | 4283      | 0,26 %   |
|                             | 10.                         | Михаил Цыхманов             | 3150      | 0,19 %   |
| Против всех                 | Против всех                 | Против всех                 | 37 753    | 2,30 %   |
| Действительных бюллетеней   | Действительных бюллетеней   | Действительных бюллетеней   | 1 620 062 | 98,72 %  |
| Недействительных бюллетеней | Недействительных бюллетеней | Недействительных бюллетеней | 20 949    | 1,28 %   |
| Всего                       | Всего                       | Всего                       | 1 641 011 | 100,00 % |
| Общее число избирателей     | Общее число избирателей     | Общее число избирателей     | 3 800 181 |          |